# Swann (chanteuse)
Pour les articles homonymes, voir Swann.
Swann, née à Paris le 30 décembre 1988, est une auteure-compositrice-interprète française.

## Biographie
Swann est née le 30 décembre 1988 à Paris. Formée à la guitare classique dès l'âge de 8 ans, Swann se tourne rapidement vers la composition. Baignée dans la musique de Leonard Cohen, The Velvet Underground, The Beatles, elle écrit ses premières chansons au collège. Elle chante, joue de la guitare, du piano et de l'harmonium.
Elle suit des études littéraires et obtient un master de communication et médias au Celsa, ce qui l'amène à vivre à Londres en 2010 et à se produire seule en live dans les pubs locaux.
Le pseudonyme Swann fait référence à Charles Swann, personnage de Marcel Proust dans À la recherche du temps perdu et particulièrement à la scène de la petite sonate de Vinteuil, qui dévoile le pouvoir de la musique d'évoquer des souvenirs et de provoquer des émotions. 

### Carrière
En 2012, elle signe chez Atmosphériques, label indépendant. Son premier album, Neverending, sort en 2013 ; il a été enregistré au Pays de Galles dans le studio de Bryn Derwen et réalisé avec l'ancien batteur de PJ Harvey, Rob Ellis. Des artistes musiciens comme l'ex-Coral Bill Ryder-Jones (chant) et Mocke Depret (Holden) (guitare) ont notamment participé à cet album. L'album est enregistré sur bandes et en live en deux semaines ; il est composé de 13 chansons dans un registre folk, blues et poétique et qui rapprochent la chanteuse tantôt de Nico, tantôt de Cat Power. S'ensuivent une série de concerts en Europe du Nord avec l'Anglais Tom McRae et une tournée en France, en Belgique et en Suisse. Swann publie également deux EP, Show Me Your Love (2013) et Angels (Atmosphériques, 2013). 
Séparée d'Atmosphériques en 2014, Swann enregistre chez elle un vinyle de reprises The Wonderful World of Swann qu'elle auto-produit et auto-distribue. Le vinyle est composé de 10 reprises qui comptent parmi ses chansons favorites, dont Emmanuelle de Pierre Bachelet, dont le clip est tourné sur la presqu'île de Crozon dans le Finistère. 
Elle participe en juin 2015 au TEDxBarcelonaWomen où elle joue plusieurs morceaux au Casino de Poblenou à Barcelone. 
Elle signe en 2015 avec le label indépendant Roy Music et sort un EP Black Lights (2016), dont la face B est une reprise de I'll Be Your Mirror du Velvet Underground. L'artiste Rodolphe Burger l'invite à chanter à ses côtés sur la scène de la Philharmonie de Paris en mai 2016 à l'occasion de l'exposition consacrée au Velvet Underground (concert Paris Velvet) avec notamment Bertrand Belin, Emily Loizeau et Nicolas Kerr. La collaboration avec Roy Music se termine en 2016. 

## Discographie

### Albums
- Neverending (2013, Atmosphérique)
- The Wonderful World of Swann (2014)

### EP
- Show Me Your Love (2013, Atmosphériques)
- Angels (2013, Atmosphériques)
- Black Lights (2016, Roy Music)